# 21. Panzer-Division
Divisionen sattes upp under namnet 5. leichte Afrika-Division i början av 1941 i Nordafrika, från blandade mindre förband som sänts till Libyen för att förstärka de allt svagare italienska styrkorna. Flera komponenter av divisionen kom från 3. Panzer-Division som ursprungligen skulle ha överförts till Nordafrika.

## Slag

### Nordafrika
Divisionen utgjorde från början en av huvuddelarna i Afrikakåren. Divisionen ledde Rommels första offensiv som drev tillbaka de brittiska styrkorna in i Egypten, förutom att man inte lyckades återerövra Tobruk.

## Organisation
Divisionens organisation i november 1941
- Stab
- 5. Panzer-Regiment från 3. Panzer-Division
- 104. Schützen-Regiment
- 155. Artillerie-Regiment
- 3. Aufklärungs-Abteilung spaningsbataljon från 3. Panzer-Division
- 200. Feldersatz-Bataillon
- 200. Pionier-Bataillon
- 200. Nachrichten-Abteilung signalbataljon
- 39. Panzerjäger-Abteilung pansarvärnsbataljon från 3. Panzer-Division

## Befälhavare
- 20 maj 1941: Generalmajor Johann von Ravenstein
- 1 augusti 1941: Generalmajor Karl Böttger
- 29 november 1941: Oberstleutnant Gustav-Georg Knabe
- 1 december 1941: Generalmajor Karl Böttger
- 11 februari 1942: Generalmajor Georg von Bismarck
- 21 juli 1942: Oberst Alfred Bruer
- Augusti 1942: Generalmajor Georg von Bismarck (KIA)
- 1 september 1942: Oberst Carl-Hans Lungershausen
- 18 september 1942: Generalmajor Heinz von Randow (KIA)
- 1 januari 1943: Generalmajor Hans-Georg Hildebrandt
- 15 mars 1943: Oberst Heinrich-Hermann von Hülsen
- 15 maj 1943: Generalmajor Edgar Feuchtinger
- 15 januari 1944: Generalmajor Oswin Grolig
- 8 mars 1944: Generalleutnant Franz Westhoven
- 8 maj 1944: Generalleutnant Edgar Feuchtinger
- 25 januari 1945: Oberst Helmut Zollenkopf
- 12 februari 1945: Generalmajor Werner Marcks